# République du Djéguéme
La république du Djéguéme (ou Diéghem, Dieguem, Djegueme, Dyegueme, Gyegem, Jegem, Ndégèm, Ndhiaeghem, Ndiéghem, N'Diéghem, Njegem) est un petit État sérère de l'Afrique de l'Ouest précoloniale, situé à l'ouest de l'actuel Sénégal, dans l'arrière-pays de Mbour et Joal-Fadiouth, entre Fissel et Thiadiaye (région de Thiès). 
Il s'est distingué des entités territoriales voisines, plus puissantes, par plusieurs spécificités. En particulier, son organisation n'étant pas fondée sur un État hiérarchisé, le Diéghem est connu sous l'appellation « république du Ndiéghem », notamment depuis que l'abbé Boilat lui a consacré une étude en 1853. 
Le terme « Dieghem » (Jegem, ou l'une de ses variantes) reste employé — notamment par les médias — pour désigner le territoire autour de Thiadiaye, bien qu'il n'ait plus de statut spécifique.

## Histoire

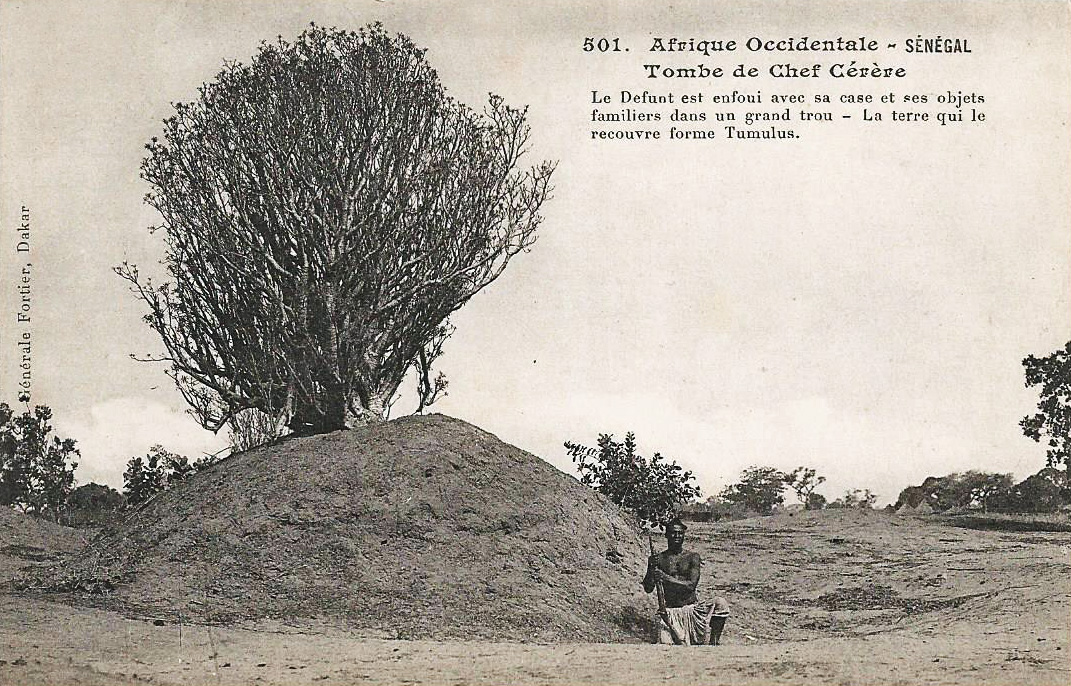
Tombe de chef cérère (phot. Fortier, vers 1904).

De nombreux vestiges témoignent de l'occupation très ancienne de ce territoire, en particulier les tumuli de sable pré-sérères, qui ressemblent aux tombes ancestrales (lomb) encore construites par les Sérères. Pour le seul secteur de Tattaguine, du Diéghem et de l'ouest du Sine, 41 sites et 251 tumuli ont été comptabilisés.

## Croyances
Avant la colonisation, la population du Diéghem partageait les croyances religieuses sérères.
Beaucoup sont convertis au catholicisme par des missionnaires très actifs. Ainsi le père Riehl, futur évêque, qui se trouve alors à la mission de Ngazobil, fait une tournée dans le Ndiéghem à la fin de l'année 1875. À partir de 1877, il se rend à Ndiandia — un village du Diéghem où de jeunes réfugiés du Saloum furent baptisés — deux fois par semaine et y installe un catéchiste. L'année 1896, considérée comme un succès par les missionnaires, est marquée par le baptême de trois « anciens », dont Siga Diaga, un centenaire, grand chasseur du Dieghem.
Cependant, même si 15 % des Sérères du Sénégal ont adopté la foi catholique au XXe siècle, la plupart restent fidèles à leurs croyances traditionnelles.

## Population et langue

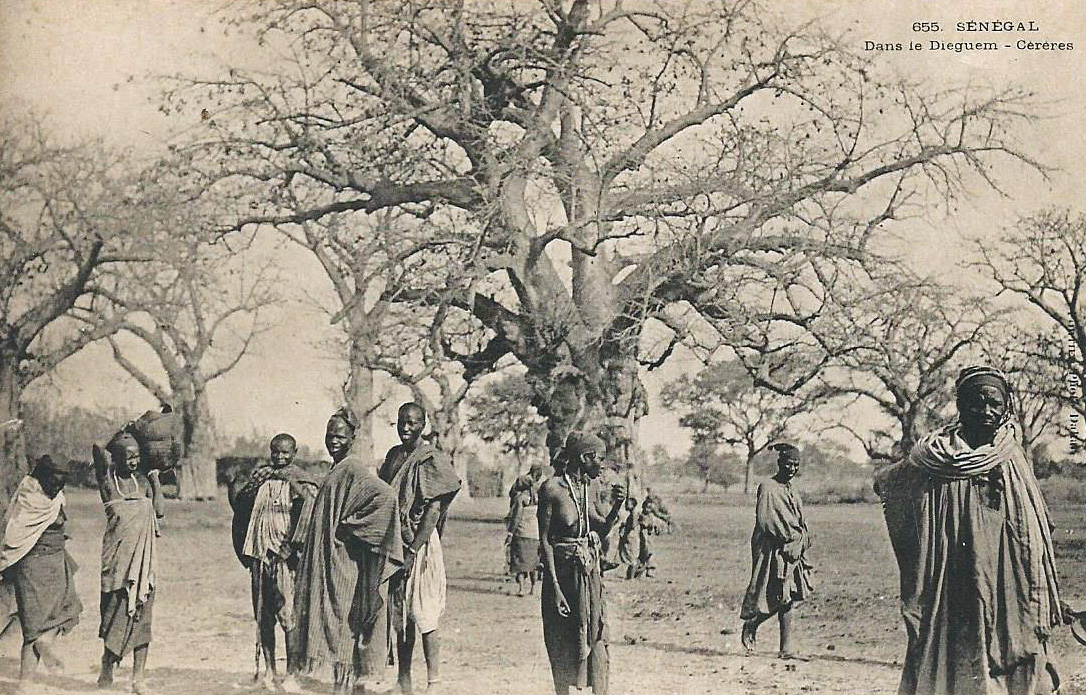
Dans le Dieguem. Cérères (phot. Fortier, vers 1904).

Un recensement, effectué en 1891 dans le cercle de Dakar-Thiès, comptabilise 5 706 personnes dans le Diegem. Un recensement des Provinces sérères du cercle de Thiès, datant probablement de 1895, avance le chiffre de 4 212 et le détaille par village.
On y parle le ndiéghem, une variété dialectale de la langue sérère. 
En 1865, Faidherbe, auteur de plusieurs travaux sur les langues au Sénégal, publie une étude sur le kéguem, « parlé dans le Ndjiéguem, dans le Sine, dans le Saloum et d'une partie du Baol. » En 1944, Léopold Sédar Senghor, alors professeur au lycée Marcelin-Berthelot, consacre à son tour une étude à cette langue.

## Organisation politique
Né en 1814 à Saint-Louis, d'un père français et d'une signare, formé en France, l'abbé Boilat se présente comme le premier à parler « de cette intéressante portion du peuple sérère qui s'honore de porter le nom de république de Ndiéghem, du nom de la forêt qu'elle habite », soulignant son esprit d'indépendance et de liberté et célébrant son courage. Contrairement aux pratiques en usage dans la région, elle-même victime des razzias du damel du Cayor et des exactions des guerriers Tiédos, la petite république est la seule à considérer l'esclavage comme un crime. En outre « ils ne veulent ni rois ni empereurs, seulement ils veulent se gouverner eux-mêmes par leurs vieillards, sans jamais consentir à se soumettre à aucune puissance étrangère. »
L'originalité du régime politique du Diéghem est souvent soulignée et le terme « république » volontiers repris, quoique récusé dès 1909 par Léon d'Anfreville de la Salle, médecin-inspecteur au Sénégal :

« On ne donnait alors sans doute pas à ce mot, du moins sur la côte d'Afrique, le sens qu'il possède aujourd'hui. La république None qui s'étendait du cap Rouge au cap Naze, pas plus que celle, toute voisine, de N'dieghem, ou celle un [peu] plus éloignée des Lébous de Dakar, n'était une véritable république. »

L'usage du terme vise principalement à distinguer le Diéghem des États voisins, fortement marqués par une structure sociale hiérarchisée, notamment les royaumes wolofs, en lui reconnaissant une « forte autonomie locale », allant jusqu'à parler de « territoire autonome et anarchique ». Cette « anarchie » sérère est considérée par Jean-Marc Gastellu comme découlant d'un phénomène premier, l'égalitarisme économique. Selon lui, l'autonomie politique des Sérères reposait sur une organisation économique à visage « égalitariste ». En 1917, le Sénégalais Djiguy Kante observe déjà que les territoires longtemps décentralisés, tels le Jegem, ont davantage résisté à la pénétration de l'islam que le royaume du Sine où un pouvoir politique centralisé avait été instauré.
Lors de la colonisation, le Dieghem est intégré au Baol, mais cette intégration à l'intérieur d'une monarchie wolof ne fut, selon Made B. Diouf, qu'un « placage », la population conservant l'autonomie des anciennes structures liées à la terre, malgré la disparition des frontières politico-géographiques.

## Culture
La poterie, très présente chez les Sérères du Sénégal, a fait l'objet d'investigations au Ndiéghem ; les productions céramiques sont reconnaissables à plusieurs caractéristiques. Par exemple, les potières y appliquent de la peinture rouge et blanche entre les motifs décoratifs exécutés au peigne (une boulette d'argile plantée de quatre épines).
La forge au Cayor (wolof), au Sine et au Jegem a fait l'objet de travaux de recherche au début des années 1980. Les observations recueillies reflètent là encore les spécificités du Jegem. En effet, la forge sérère du Jegem n'a pas du tout les mêmes implications familiales que chez les Wolof. Elle ne concerne que le forgeron lui-même et une infime partie de l'un des deux lignages auxquels il appartient.

## Iconographie coloniale

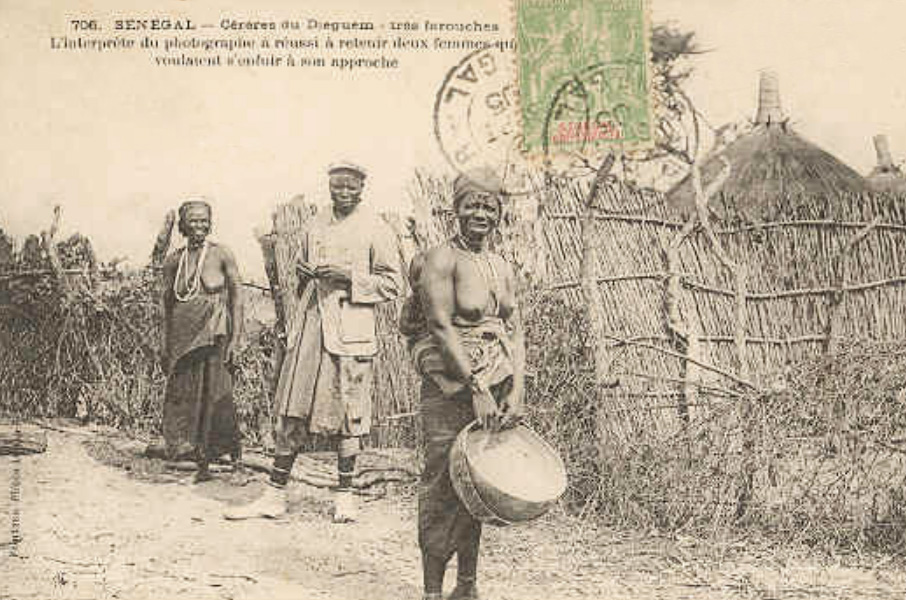
Cérères du Dieguem – très farouches (phot. Fortier, vers 1904).

À l'occasion d'un voyage en 1904, le photographe François-Edmond Fortier consacre plusieurs cartes postales au Dieguem, dont deux intitulées « Cérères du Dieguem – très farouches », l'une sous-titrée « L'interprète du photographe leur présente pour les empêcher de fuir [des] feuilles de tabac dont ils sont très amateurs », une autre « L'interprète du photographe a réussi à retenir deux femmes qui voulaient s'enfuir à son approche ».